# توماس سای
 توماس سای (انگلیسی: Thomas Say؛ ۲۷ ژوئن ۱۷۸۷ – ۱۰ اکتبر ۱۸۳۴) یک دانشمند در زمینه تاریخ طبیعی و حشره‌شناسی اهل ایالات متحده آمریکا بود.